# Гемонієва тераса

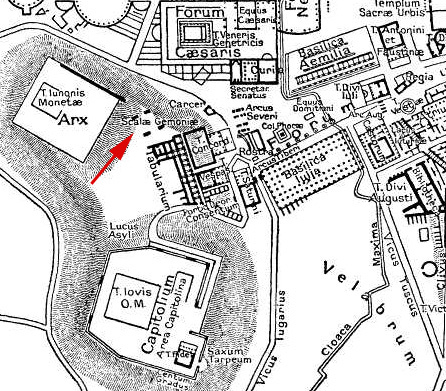
Можливе розташування Гемонієвої тераси

Гемоніева тераса (лат. Scalae Gemoniae) — тераса або сходи в античному Римі, на яких при імператорах виставлялися на показ тіла страчених злочинців.

## Історія
Вперше тераса згадується при імператорі Тиберії, коли за день страчувалось і викидалося на терасу до 20 тіл. Тераса вела від Капітолія до форуму повз Мамертинську в'язницю до Тибру. Сучасна вулиця S. Pietro in Vincoli, можливо, частково збігається з місцезнаходженням античної тераси.